# 圣萨尔瓦杜
圣萨尔瓦杜（法語：Saint-Salvadou，法語發音：[sɛ̃ salvadu]）是法国阿韦龙省的一个旧市镇，属于鲁埃格自由城区。2016年，圣萨尔瓦杜与临近的2个市镇合并为新市镇下塞加拉。

## 地理
圣萨尔瓦杜（44°16'51"N, 2°6'4"E）面积15.5 平方千米，位于法国奧克西塔尼大區阿韦龙省，该省份为法国南部内陆省份，位于法國中央高原南部，北起顺时针与康塔爾省、洛泽尔省、加尔省、埃罗省、塔恩省、塔恩-加龙省和洛特省接壤。
与圣萨尔瓦杜接壤的市镇（或旧市镇、城区）包括：瓦布尔-蒂扎克、莱韦克堡。

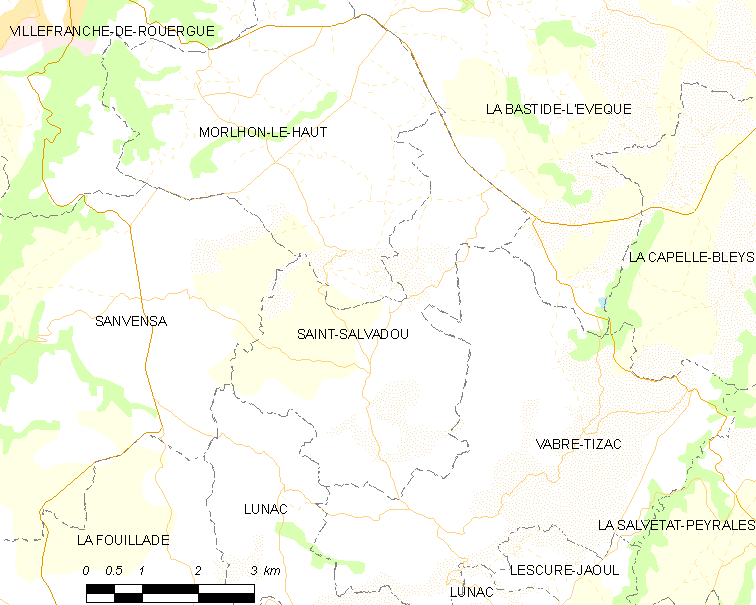
圣萨尔瓦杜的OSM定位图

圣萨尔瓦杜的时区为UTC+01:00、UTC+02:00（夏令时）。

## 行政
圣萨尔瓦杜的邮政编码为12200，INSEE市镇编码为12245。

## 政治
圣萨尔瓦杜所属的省级选区为阿韦龙-塔恩县。

## 人口

1962-2008年间圣萨尔瓦杜人口变化图示

圣萨尔瓦杜于2018年1月1日时的人口数量为374人。